# تاكوما شيكاياما
تاكوما شيكاياما (باليابانية: 鹿山 拓真) (مواليد 26 مايو 1996) هو لاعب كرة قدم ياباني.

## وصلات خارجية
- تاكوما شيكاياما على موقع رابطة كرة القدم اليابانية للمحترفين (اليابانية)
- تاكوما شيكاياما على موقع قاعدة بيانات كرة القدم.إي يو (الإنجليزية)
- تاكوما شيكاياما على موقع Soccerway.com (الإنجليزية)
- تاكوما شيكاياما على موقع عالم كرة القدم.نت (الإنجليزية)